# Montes Simbruinos
Los montes Simbruinos (en italiano, Monti Simbruini) son una sierra en el Lacio, centro de Italia, en el límite con los Abruzos. Forman parte de los Subapeninos centrales y en particular al tramo del Lacio. 
Limitan al norte con los montes Carseolanos y los municipios de Rocca di Botte y Camerata Nuova, y al este con el territorio abrucense, al sur con los montes Cántaros, al oeste con los montes Affilanos (Subappennino laziale).
El nombre deriva del latín sub imbribus ("bajo la lluvia"). También se conocen popularmente como "los Alpes de Roma". El pico más alto es el Monte Cotento (2015 m).
El río Aniene tiene su origen dentro de la cordillera.

## Parque regional

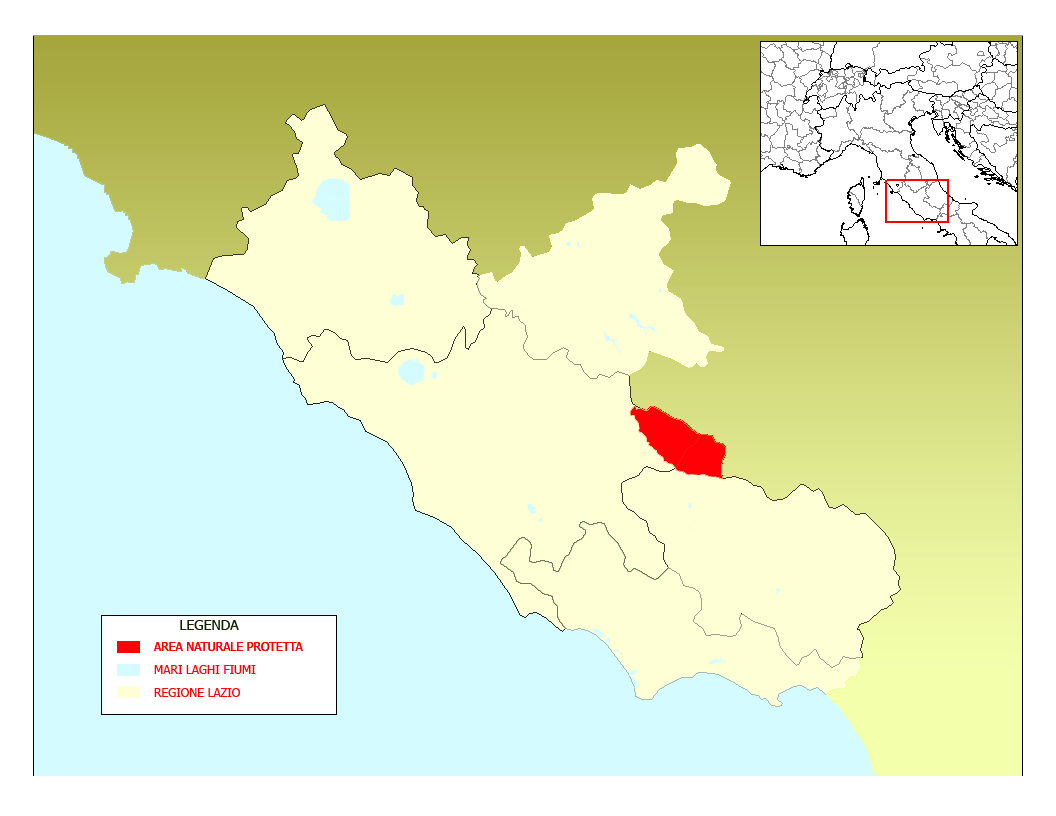
Mapa del parque regional

El Parque regional de los montes Simbruinos se creó el 29 de enero de 1983. Incluye también los montes Cántaros, con una superficie de 300 kilómetros cuadrados incluyendo los municipios de Camerata Nuova, Cervara di Roma (Campaegli), Filettino, Jenne, Subiaco (Monte Livata), Trevi nel Lazio y Vallepietra.
La flora destaca: bosques de haya, castaños, avellanos, robles pubescentes, carpes, arces, tejos; también hay arbustos como el frambueso, el grosellero silvestre, el serbal de los cazadores, fresas, terebinto o arándano. Entre las flores, pueden verse en los montes Simbruinos lirios, gencianas y violetas.
En cuanto a la fauna, cabe mencionar: la culebra de Esculapio y la verdiamarilla, la salamandra de anteojos y la víbora áspid. En sus ríos nada la trucha común. Hay aves como la lechuza común, la corneja negra, el arrendajo, el gavilán, el águila real, el azor, el mochuelo y el cárabo.
Entre los mamíferos se encuentran: garduña, jabalí, puercoespín crestado, lirón gris, tejón europeo, erizo, zorro, ratón, lobo italiano, comadreja, corzos, oso pardo marsicano, gato montés.

## Principales cimas
Los montes Simbruinos se desarrollan mediante una sucesión de cimas de altura variable, hasta los 2015 m s. n. m. del Monte Cotento, pasando por los 1.855 m s. n. m. del Monte Autore).

Recorriendo la cadena de noroeste a sureste, se alzan:
- Monte Calvo (m 1591)
- Monte Autore (m 1855)
- Monte Pratiglio (m 1421)
- Monte Tarinello (m 1844)
- Monte Tarino (m 1961)
- Monte Cotento (m 2015)
- Monte Viperella (m 1834)